# Јаблоњец (Пезинок)
Јаблоњец (слч. Jablonec) насељено је мјесто са административним статусом сеоске општине (слч. obec) у округу Пезинок, у Братиславском крају, Словачка Република.

## Становништво
| Година:    | 1994. | 2004.   | 2014.    | 2024.   |
| ---------- | ----- | ------- | -------- | ------- |
| Број људи: | 751   | 826     | 964      | 1042    |
| Разлика:   |       | +9,98 % | +16,70 % | +8,09 % |

| Година:    | 2023. | 2024.   |
| ---------- | ----- | ------- |
| Број људи: | 1035  | 1042    |
| Разлика:   |       | +0,67 % |

Према подацима о броју становника из 2011. године насеље је имало 919 становника.